# Liste der Mitglieder der Deutschen Akademie der Naturforscher Leopoldina/1705
Die Liste der Mitglieder der Deutschen Akademie der Naturforscher Leopoldina für 1705 enthält alle Personen, die im Jahr 1705 zum Mitglied ernannt wurden. Insgesamt gab es sieben neu gewählte Mitglieder.

## Mitglieder
| Nr. | Name                        | Beiname     | Geboren       | Aufnahme | Gestorben     | Bild             | Datenbank |
| --- | --------------------------- | ----------- | ------------- | -------- | ------------- | ---------------- | --------- |
| 262 | David Christian Valther     | Menander I. | 1680          | 1. Jan.  | 1739          |                  | 7023      |
| 263 | Georg Sigismund Pogatschnig | Hygienus I. |               | 1. Jan.  |               |                  | 6046      |
| 264 | Gottlob Schober             | Agathokles  | 3. Apr. 1672  | 6. Mrz.  | 3. Nov. 1739  |                  | 6499      |
| 265 | Andreas Myrrhen             | Hiero       |               | 14. Jun. |               |                  | 5785      |
| 266 | Frederik Ruysch             | Philotimus  | 23. März 1638 | 1. Aug.  | 22. Feb. 1731 | Frederik Ruysch. | 6317      |
| 267 | Karl Nikolaus Lange         | Archibius   | 24. Feb. 1670 | 17. Okt. | 2. Mai 1741   |                  | 4842      |
| 268 | Gottfried Klaunig           | Eubulus     | 1676          | 15. Nov. | 17. Jan. 1731 |                  | 4618      |

## Hinweis zu den Lebensdaten
In der Liste sind zunächst die Lebensdaten gemäß Archiv der Leopoldina aufgenommen. Diese beziehen sich auf die Angaben gem. Büchner (1755), Neigebaur (1860) und Ule (1889). Die Lebensdaten im Namensartikel können daher von den Lebensdaten in der Liste abweichen.